# واگادوگو
واگادوگو (Ouagadougou) پایتخت و بزرگ‌ترین شهر کشور بورکینافاسو است.

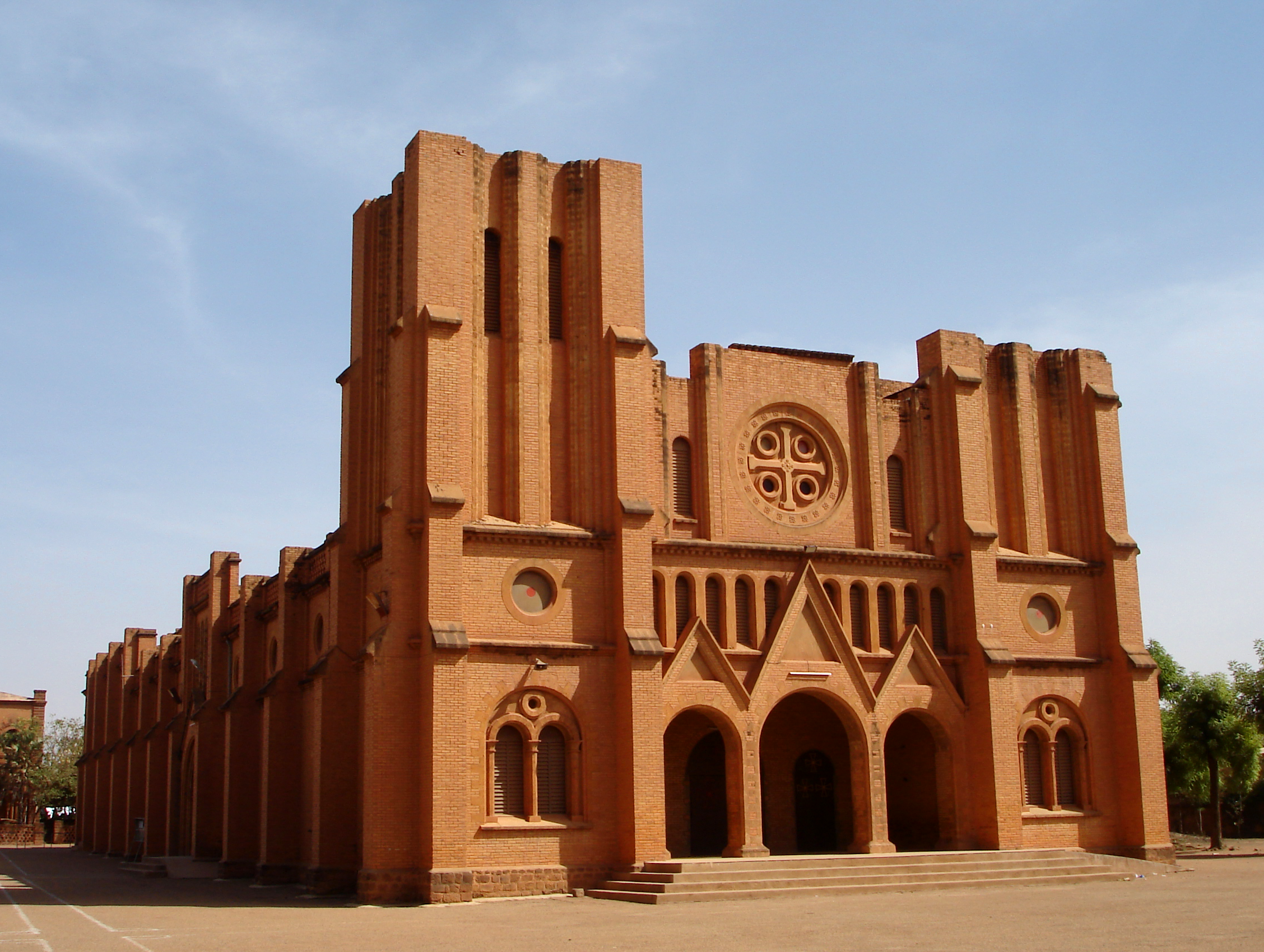
کلیسای اواگا

## جغرافیا
با جمعیتی ۱٬۴۷۵٬۲۲۳ که در سال ۲۰۰۶ گرفته شده‌است.

## تاریخ
نام واگادوگو به سدهٔ پانزدهم میلادی یعنی زمانی که قبیله‌های یویونسه و نینسی در منطقه ساکن شدند برمی‌گردد. آن‌ها همواره در جنگ و جدال به‌سر می‌بردند تا سال ۱۴۴۱ که ووبری یک قهرمان قبیلهٔ یویونسه و از چهره‌های مهم تاریخ بورکینافاسو قبیله خود را به سوی پیروزی رهنمون شد.
وی این منطقه را که توسط نینسی‌ها، کومبی-تِنگه نامیده می‌شد از آن پس وگودوگو نام داد. اوآگادوگو تحریفی است از همان نام و معنی آن «جایگاهی که مردم شرف و احترام می‌یابند» است.

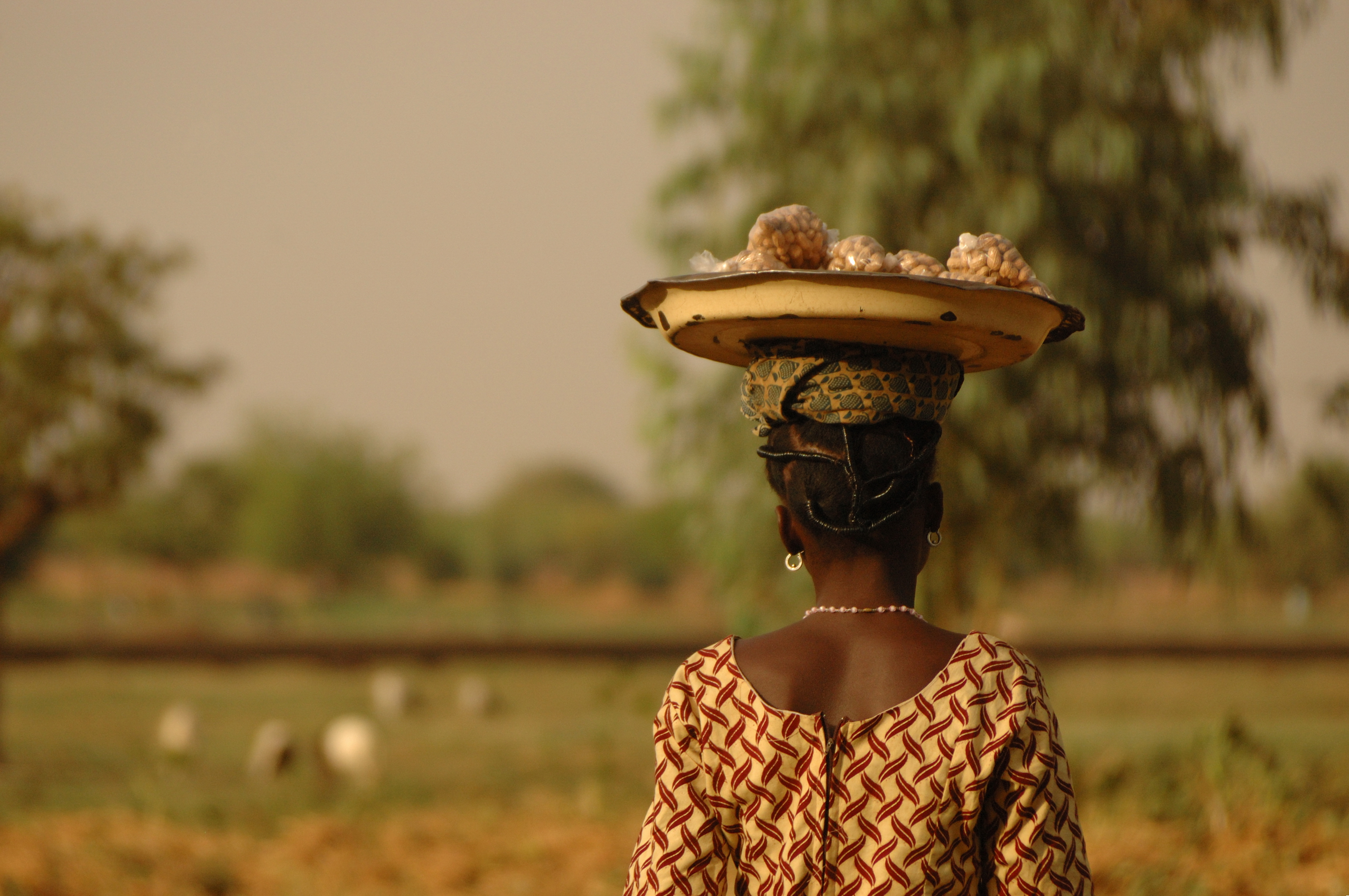
فروشنده بادام‌زمینی در واگادوگو